# 410
Cette page concerne l'année 410  du calendrier julien. Pour l'année 410 av. J.-C., voir 410 av. J.-C. Pour le nombre 410, voir 410 (nombre).
L'année 410 est une année commune qui commence un samedi.

## Événements
- Janvier, Empire romain : un édit de tolérance est envoyé au comte d'Afrique Héraclien. Les mesures de terreur contre les hérétiques, notamment Donatistes sont suspendues[1].
- 1er février : ouverture du synode de Séleucie, réuni à l'instigation de Maruthas. Les chrétiens d’Iran s’organisent en Église à moitié nationale. Ils adoptent le credo de Nicée. Avec les erreurs d'Abdas de Suse, le régime sassanide change de position vis-à-vis des chrétiens en Perse, et les persécutions commencent (418)[2].
- Été : 
  - L'usurpateur Constantin III entre en Italie par le Pas de Suse pour traiter avec Honorius. Il avance jusqu'à Vérone, mais à la nouvelle du meurtre de son allié Allobichus, le magister equitum d’Honorius, il doit en hâte regagner la Gaule ; entretemps Gerontius, abandonné par Constantin dans la défense de l'Espagne, traverse les Pyrénées pour envahir la Gaule et enrôle des envahisseurs barbares dans ses rangs[3].
  - Constantius, général élevé au rang de maître de la milice à la mort d'Allobichus, prend la direction du gouvernement en Occident, restaurant la dictature militaire de Stilicon[4].
  - Alaric dépose Attalus à Ariminum pour se rapprocher d’Honorius ; la conférence de paix est en cours quand Sarus, ennemi juré d'Athaulf, attaque les Goths ; Alaric, craignant une trahison, marche de nouveau contre Rome[5].
- 24-27 août : sac de Rome[5]. Les Wisigoths conduits par Alaric Ier prennent et pillent Rome, qui n'avait pas été prise depuis 390 av. J.-C.[6]
  - Alaric emmène avec lui Galla Placidia, sœur de l’empereur et avance vers le sud de l’Italie, qui reste à piller, comptant passer dans la province d’Afrique. Il prend Naples, mais meurt à Cosentia à la fin de l’année, en tentant de passer en Sicile. Son beau-frère Athaulf lui succède et repart vers le nord[7].
  - À la suite du sac de Rome par Alaric, de nombreux Romains se réfugient en Orient et en Afrique. Augustin d'Hippone intervient personnellement en faveur des réfugiés et fait appel à la générosité de ses diocésains d’Hippone[8]. L’hérésiarque Pélage, un moine breton, et son disciple Célestius, quittent Rome pour l’Afrique où ils souhaitent rencontrer Augustin[9].
- 25 août : constitution d'Honorius qui annule l'édit de tolérance de janvier à la demande du Concile de Carthage du 14 juin et condamne à la peine de mort ou à l'exil les hérétiques qui tiendraient assemblée[1].
- Début du règne en Inde de Pravarasena II roi de Vakataka au Dekkan (fin en 445)[10]. Il conclut une alliance matrimoniale avec la dynastie des Kadamba (en) du Karnataka.
- Rescrit d'Honorius, selon Zosime, en réponse à une supplique des civitates bretonnes, leur demandant de pourvoir désormais à leur propre défense[11]. Il autorise les civils à s'armer et à transgresser la lex Iulia, une loi fondamentale de l'Empire. La Grande-Bretagne se divise progressivement en royaumes indépendants. Mais il est possible que ce soit une erreur d'interprétation qui concernerait Bruttium dans le Sud de l'Italie (Cf.Grande-Bretagne post-romaine#Les textes)

## Naissances en 410
- Séverin, apôtre du Norique.

## Décès en 410
- Alaric Ier, roi des Wisigoths.

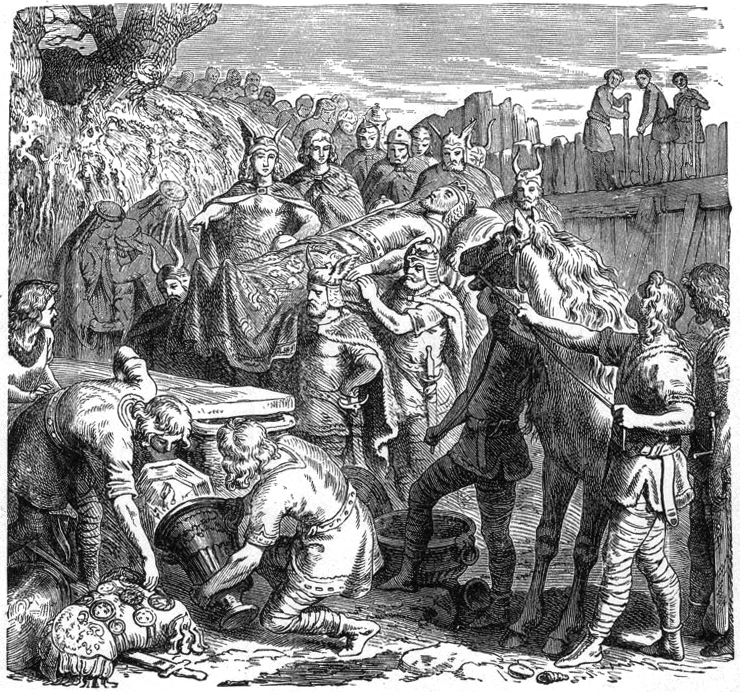
Les obsèques d'Alaric dans le lit de la rivière Busento.

- Prudence, poète chrétien, en Espagne (348-410).